# 15 Days
15 Days är en brittisk kriminaldramaserie vars första säsong hade premiär den 13 maj 2019 på Channel 5.

## Handling
Serien börjar med ett brutalt mord på en ung man. Serien back därefter 15 dagar och kretsar kring en syskonskara som sörjer sin avlidna mamma och har samlats för att sprida hennes aska och diskutera hennes testamente.

## Rollista (i urval)
- David Caves - Michael
- Catherine Tyldesley - Sara
- Frances Grey - Moira
- Bruce Herbelin-Earle - Josh
- Tom Rhys Harries - Rhys
- Ifan Huw Dafydd - Huw